# Hypodiscus squamosus
Hypodiscus squamosus är en gräsväxtart som beskrevs av Esterh. Hypodiscus squamosus ingår i släktet Hypodiscus och familjen Restionaceae. Inga underarter finns listade i Catalogue of Life.